# Conocephalus ictus
Conocephalus ictus är en insektsart som först beskrevs av Scudder, S.H. 1875.  Conocephalus ictus ingår i släktet Conocephalus och familjen vårtbitare. Inga underarter finns listade i Catalogue of Life.